# Eryamanstadion
Het Eryamanstadion (Turks: Eryaman Stadyumu) is een stadion in Etimesgut, nabij de Turkse hoofdstad Ankara. Het is de thuisbasis van voetbalclubs Ankaragücü en Gençlerbirliği SK. Het stadion werd geopend in 2019 en biedt plaats aan maximaal 22.000 toeschouwers. De naam Eryaman verwijst naar de gelijknamige buurt in het district Etimesgut waarin het stadion staat.

## Geschiedenis
Er werd begonnen met de bouw van het stadion met een beoogde capaciteit van 20.000 op 5 maart 2016. Toen was er nog geen club die zich aandiende als vaste bespeler van het toekomstige stadion. Osmanlıspor toonde als eerste interesse. Die club had de burgemeester van Ankara, Melih Gökçek, als eigenaar. Toen Gökçek terugtrad als burgemeester en het stadion van Ankaragücü en Gençlerbirliği SK, het Ankara 19 Mayısstadion, in 2018 werd gesloopt, verloor Osmalıspor de strijd om het stadion van de twee grotere clubs uit Ankara. De bouw werd op 28 januari 2019 afgerond met tweeduizend zitplekken meer dan beoogd. Het stadion telt 51 skyboxen. De stoelen op de hoofdtribune zijn rood en zwart, naar de kleuren van Gençlerbirliği en op de rest van de zijden geel en blauw voor Ankaragücü.
Ali Sami Yen Spor Kompleksi (Galatasaray) ·
Antalyastadion (Antalyaspor) ·
Atatürk Olympisch Stadion (Fatih Karagümrük) · 
Başakşehir Fatih Terimstadion (Başakşehir) · 
Beşiktaş Park (Beşiktaş) · Çotanak Spor Kompleksi (Giresunspor) · 
Eryamanstadion (Ankaragücü) ·
Esenyurt Necmi Kadıoğlustadion (Istanbulspor) · 
Gaziantepstadion (Gaziantep) ·
Kadir Hasstadion (Kayserispor) ·
Kırbıyık Holdingstadion (Alanyaspor) ·
Konya Büyükşehir Belediyestadion (Konyaspor) ·
Nieuw Adanastadion (Adana Demirspor) · 
Nieuw Hataystadion (Hatayspor) ·
Nieuw Sivas 4 september-stadion (Sivasspor) ·
Recep Tayyip Erdoğanstadion (Kasımpaşa) ·
Şenol Güneşstadion (Trabzonspor) ·
Şükrü Saracoğlustadion (Fenerbahçe) ·
Ümraniye Gemeentelijk stadion (Ümraniyespor)
Alsancak Mustafa Denizlistadion (Altay) ·
Aktepestadion (Keçiörengücü) · 
Bandırma 17 september-stadion (Bandırmaspor) ·
Bodrum İlçestadion (Bodrumspor) ·
Bolu Atatürkstadion (Boluspor) · 
Bornova Aziz Kocaoğlustadion (Altınordu) ·
Çaykur Didistadion (Çaykur Rizespor) ·
Denizli Atatürkstadion (Denizlispor) ·
Eryamanstadion (Gençlerbirliği) ·
Eyüpstadion (Eyüpspor) ·
Gürsel Akselstadion (Göztepe) ·
Kazım Karabekirstadion (Erzurumspor) · 
Manisa 19 mei-stadion (Manisa) ·
Nieuw Adanastadion (Adanaspor) · 
Nieuw Malatyastadion (Yeni Malatyaspor) · 
Nieuw Sakaryastadion (Sakaryaspor) ·
Pendikstadion (Pendikspor) ·
Samsun 19 mei-stadion (Samsunspor) ·
Tuzla Belediyestadion (Tuzlaspor)
Balıkesir Atatürkstadion (Balıkesirspor) ·
Bursa Büyükşehir Belediyestadion (Bursaspor) · 
Nieuw Eskişehirstadion (Eskişehirspor) ·
Osmanlıstadion (Ankaraspor) · 
Spor Toto Akhisarstadion (Akhisar Belediyespor)